# Kürtül
Kürtül war eine Gemeinde im zentralen Landkreis der türkischen Provinz Kahramanmaraş und ist seit der Gebietsreform 2014 ein Ortsteil der neu geschaffenen Gemeinde Onikişubat im gleichnamigen Landkreis. Es liegt etwa 15 Kilometer nordwestlich der Provinzhauptstadt Kahramanmaraş an der Straße D-825 von Kahramanmaraş nach Göksun.
Etwa sieben Kilometer südwestlich beim Dorf İsmailli wurde 1963 auf einem Feld die späthethitische Stele von Kürtül gefunden.